# Sarah Lund
Sarah Lund (født 1964 i Danmark) er en fiktiv person, der optræder i dramaserien Forbrydelsen fra 2006 – 2007 (samt Forbrydelsen II og III). Hun er vicekriminalkommissær og ansat i afdeling A på Politigården, der er en af hovedstederne i serien. Lund er spillet af skuespilleren Sofie Gråbøl. 
Lund går med en karakteristisk strikket sweater med et stjernemotiv, en ikonisk sweater som strikkebutikker fik mange henvendelser efter.
Sarah Lunds sweater er designet af de færøske designere Guðrun & Guðrun (Guðrun Rogvadottir) og sælges for 2.400 kroner.